# 검정말벌
검정말벌(영어: black hornet, 학명: Vespa dybowskii 베스파 뒤보우스키[*])은 말벌과 벌의 한 종류이다. 몸 길이는 15mm 정도이다. 몸은 검은색이며, 얼굴은 적색이다.